# Preikestolen
Preikestolen sau Prekestolen (norvegiană Amvon) este o platformă de stâncă situată în provincia (Fylke) Rogaland din Norvegia. Ea este o atracție turistică, oferind o panoramă largă a fiordului Lysefjord și a munților înconjurători. Platoul de stâncă are ca. o suprafață de 25 x 25 de m, fiind situat la altitudinea de 604 m deasupra n.m. pe țărmul fiordului care are o lungime de 40 de km.